# ねこあつめ
『ねこあつめ』は、Hit-Pointより配信されるスマートフォン向けゲームアプリ。2014年10月20日サービス開始。基本プレイ無料（アイテム課金制）。
内容は「放置ゲーム」と呼ばれるジャンルに位置し「家の庭先」にネコを集めるためにエサとグッズを用意し、ネコがお礼に置いていく「にぼし」や「金にぼし」を集め、グッズの収集や庭先の拡張をしていく。
2017年4月26日にニンテンドー3DS版、2018年5月31日にPlayStation VR版が配信された。
2023年12月にMeta Quest向けに発売された「もっと！ねこあつめ」に関しても当項目で記述する。
さらに「仮面ライダーあつめ」などの派生アプリがある。

## 概要
プレイヤーはステージとなる「家の庭先」にネコを呼ぶためにエサとグッズを用意し、ネコが来るのを待つ。やってきたネコは一通り遊んだ後、お礼に「にぼし」を置いていくが、プレイヤーはこのにぼしを集めてグッズの収集や庭先の拡張をしていく。にぼしには「ふつうのにぼし」と「金のにぼし」があり、金のにぼしは課金して購入することが可能（ふつうにぼしとの双方間での両替も可能）。基本的にプレイヤーは「ネコを見る」ことしかできないが、集めたネコの写真撮影やネコが持ってくる「たからもの」をコレクションするといった機能がある。「ゲームオーバー」の概念はないが、エサが尽きるとネコが来なくなるので続ける場合は補充の必要がある。
開発元によれば「別のアプリの開発の合間に作ったもの」だという。
2015年10月までリリースされていたのは日本語版のみであるが、ユーザーインタフェースが簡便で日本語が分からなくても操作が理解しやすく、日本語圏以外のユーザーからも人気を集めており、ダウンロードの3 - 4割は日本国外からのものだという。ただ日本人にしかわからないネタが多いことが、開発元を恐縮させているとのこと。2015年10月30日にリリースされた、バーション1.4.5で英語対応となった。英語版のローカライズは日本の別企業ハチノヨンが担当し、単なる直訳ではなく、英語圏のプレイヤーにも理解しやすいような翻訳が行われている。
その人気の高さから、便乗しての類似のアプリがリリースされているが、完成度が低く、広告が頻繁に表示される。個人が開発したゲームではないかと推測されている。本作でも広告は表示されるが、メニュー画面にした際にたまに現れる「ネコが持ってきたチラシの中身を見てみる」という形式を取ることで、アプリの内容と関連の薄い広告が表示されても「拾ってきたチラシだから」と納得できるように工夫されている。

## 沿革
- 2014年
  - 10月20日 - 正式サービス開始（1.0）。
  - 12月19日 - バージョンアップ（1.1）。「たからもの」「にわさき拡張」「アルバム」が追加
- 2015年
  - 3月26日 - バージョンアップ（1.2、Android版先行、iOS版は同年4月5日に配信）。新しいネコや新グッズ、「もようがえ」が追加[10]。
  - 6月3日 - 公式LINEクリエイターズスタンプを配信開始した。[11]
  - 6月11日 - バージョンアップ（1.3）。夏用グッズや新しいねこキャラクターを追加。[11][12]
  - 7月15日 - ソフトバンクのアプリ取り放題サービス「App Pass」向けにローカライズしたバージョンの提供を開始。このバージョンのみ「もようがえ」にソフトバンクショップがあり（にぼしなしで獲得できる）、またグッズには同社のパーソナルロボット・Pepperがある[13]。
  - 9月15日 - 「Game Week with Google Play」の企画として、実際のネコを使った「リアルねこあつめ」をYouTubeにて生配信[14][15][16]。
  - 9月24日 - バージョンアップ（1.4）。秋用グッズや新しいねこキャラクターを追加。
  - 10月30日 - バージョンアップ（1.4.5）。全面的に英語対応（設定で言語切り替え）。日本国外風グッズや新しいねこキャラクターを追加。
  - 12月18日 - バージョンアップ（1.5）。冬用及びクリスマスグッズや新しいねこキャラクターを追加。特定の条件で、にわさきに雪が降り、BGMがオルゴールアレンジに変化するフィーチャーを搭載。
- 2016年
  - 3月24日 - バージョンアップ（1.6）。春用グッズや新しいねこ、さらに自身のスマホで使用可能な「かべがみ」機能が追加。
  - 7月14日 - バージョンアップ（1.7）。夏用グッズや新しいねこ、新しい「かべがみ」が追加。
  - 10月13日 - バージョンアップ（1.8）。新しいねこ、新しい「もようがえ」が追加。
  - 12月15日 - バージョンアップ（1.9）。冬用グッズや新しいねこが追加。
- 2017年
  - 4月26日 - ニンテンドー3DS版配信開始。
  - 7月20日 - バージョンアップ（1.10）。暑い夏を涼しくすごせるグッズや新しいねこが追加。
  - 12月27日 - バージョンアップ（1.11）。冬用グッズや新しいねこが追加。
- 2018年
  - 5月31日 - PlayStation VR版配信開始。
  - 12月26日 - バージョンアップ（1.12）。グッズや新しいねこが追加。
- 2019年
  - 4月26日 - バージョンアップ（1.13）。春用グッズや新しいねこが追加。
- 2020年
  - 4月23日 - バージョンアップ（1.14）。グッズが追加。iOS版にバックアップ機能が追加。
- 2021年
  - 7月23日 - Apple Arcade向け「ねこあつめ＋」サービス開始。
- 2023年
  - 12月15日 - Meta Quest向け「もっと！ねこあつめ」サービス開始。
- 2024年
  - 10月20日 - 続編アプリ「ねこあつめ2（にゃー）」サービス開始[17]。

## 評価
2014年10月のリリース後、翌2015年2月末で100万ダウンロードを突破し、2015年6月には日本国外からのダウンロードが増え、400万ダウンロードを突破した。2015年7月時点で、Android・iOS合算550万ダウンロードを達成しており、そのうち40%程度は英語圏など国外からのダウンロードとなっている。12月4日には1000万ダウンロードを突破した。
2015年8月27日にCEDEC AWARDS2015 ゲームデザイン部門最優秀賞を受賞。
2016年1月にGameSpotはねこあつめを「激しく風変わりでますます説得力のある」として、2015年のモバイルゲームのトップ5の一つに挙げた。
2022年12月に発表された「Google Play ベスト オブ 2022」のPlay Pass部門において部門賞に選出された。

## キャラクター
登場するねこは62種類（ver 1.10.0）。それぞれに色や特徴がある。基本的には「しろねこさん」「ちゃとらさん」「さびがらさん」など、色と模様に応じた名前をデフォルトで持ち、変更も可能。また「せんとうりょく」という数値があるが、あくまで「性格のひとつ」を示す。それぞれグッズの好みがあり、特定の条件でしか出現しないレアなねこも存在する。
下記は特徴のあるレアキャラクター。名前はデフォルトのもの。
まんぞくさん（Tubbs）
大食漢。主にグッズではなくエサに寄り付き、庭にある高級な餌を全部たいらげてしまう。最初の頃はプレイヤーを悩ませるような存在。
たてじまさん（Joe DiMeowgio）
阪神タイガースを連想させる野球帽に法被、メガホンを持っている。
上記の通り日本国外ユーザーも多い本アプリにおいて、日本人にしかわからないネタとして、日本国外のユーザーを一番困惑させている。英語では「baseballcat」とも呼ばれている。英語版のモデルは"Joe DiMaggio"。
2016年4月にはたてじまさんと阪神タイガースのコラボグッズが関西地区限定で発売、同年8月からは全国展開された。
ぷりんすさん（Xerxes IX）
ペルシャ絨毯に身を包み王冠を被ったペルシャ猫。英語版の名称"Xerxes IX"は「クセルクセス9世」で、「クセルクセス」は古代のアケメネス朝ペルシャ帝国の王の名前。
ながぐつさん（Senor Don Gato）
『長靴をはいた猫』のような中世風のいでたち。
えきちょうさん（Conductor Whiskers）
とある駅の駅長さんだった猫のような、駅長帽を被った三毛猫。とある鉄道系グッズに興味あり。
おさむらいさん（Mr.Meowgi）
剣豪。元指南役で浪人中らしい。とあるグッズを斬り付けようとしている。戦闘力は本作でもトップクラスレベル。
びすとろさん（Guy Furry）
コックさん。とあるグッズでピザを焼いたり、パフェを作ったりする。
なべねこさん（Chairman Meow）
土鍋を被るのが好き。
ねこまたさん（Saint Purrtrick）
シッポが2本ある猫又。
やまねこさん（Bob the Cat）
登山の格好をした山猫。とあるグッズの頂上に登る。
こいこいさん（Ms. Fortune）
招き猫のマネが好き。
あめしょさん（Lady Meow-Meow）
セレブ風のアメリカンショートヘア。某有名ファッション雑誌の女性編集長のような大きなサングラスが特徴。
まろまゆさん(Kathmandu)
公家のいでたちで、短歌を詠んでいる。
かふぇさん（Sassy Fran）
エプロンドレスを着用している。
すふぃんさん（Ramses the Great）
スフィンクスのような外見をしたクイズ王。
きっどさん（Billy the Kitten）
カウボーイハットをかぶり、ネッカチーフを巻いているニヒルなねこ。戦闘力はおさむらいさんと並ぶ本作でもトップクラス。
ゆきねこさん（Frosty）
白い体に赤い目と丸い尻尾の猫。屋内では何も身に着けていないが屋外では蓑帽子を被っている。雪で出来ている。
さふぁいあさん（Sapphire）
白いドレスとロングハットに身を包んだサイアミーズ。
せばすさん（Jeeves）
横分けの髪と片眼鏡を付けた執事さん。さふぁいあさんとほぼ同時に出現する。
ろじゃーさん（Bengal Jack）
宝物を探しに来た海賊。
しのぶさん（Whiteshadow）
隠密行動中の忍者。にわさきによって出現位置とポーズが異なる。
みかづきさん（Hermeowne）
紫色のとんがり帽子とケープを着用している。
迷い猫 ミイ
映画『先生と迷い猫』とのコラボ企画で2015年9月より期間限定で広告に出現した。
ほーくすさん
「App Pass」向けバージョンに2015年11月より限定登場。福岡ソフトバンクホークスの日本一を記念したもので、ホークスのユニフォームを身に着けている。
くるねこ
同名の漫画との期間限定コラボ企画。広告を持ってくるねこの代わりに数種類登場し、広告の代わりに漫画が表示された。

## ニンテンドー3DS版
基本的にはスマートデバイス版と同じだが、一部異なる点もある。

- アイテム課金式から買いきり式の販売方式に変更
- 「にわさき」が最初から拡大されている。
- 「またたび」の追加
- ゴハンの予約機能が追加

尚、3D表示には対応していない。

## PlayStation VR版
ダウンロード専用コンテンツ、PlayStation VR対応。VRは必須ではないが、一部機能はVRモード時のみ利用可能。
システムは基本的にスマートデバイス版と同一だが、以下の点が異なる。
- 本体アプリは有料の買いきり式。追加コンテンツ等は配信開始時点で無し。
- 配信開始時点でねこは30種、グッズは20種、にわさきは1種類のみで拡張不可など、実装データはスマートデバイス版より少ない。
- 広告はなく、「あいことば」は縁側に置かれた新聞で確認できる。
- 視点の切り替え移動と拡大縮小が可能。また画面左上に、視点の中心となっているねこ1匹の名前が表示される（ただしねこの位置関係によっては見切れたねこの名前が優先表示されることもある）。
- たからものの受取や、まんぞくさんの来訪は、アプリ起動時に限られ、アプリ中断時には起こらない。
- 2DモードとVRモードの切り替えが可能。
- VRモード時限定でねこじゃらし等の「おもちゃ」が使用可能。おもちゃを動かすと、にわさきにいるねこの1匹がおもちゃの至近へ移動し、視線で追う、ねこぱんちを繰り出すなどの反応を示す。

## もっと!ねこあつめ
『もっと!ねこあつめ』は、Hit-Pointより2023年12月15日に発売されたMeta Quest向けゲーム。

## 関連商品

### 漫画
- 『金言ねこあつめ』（つきみゆい/著、Hit-Point/監修、幻冬舎コミックス、2015年9月24日、ISBN 978-4-344-83527-6）
- 『金言ねこあつめ その弐』（つきみゆい/著、Hit-Point/監修、幻冬舎コミックス、2016年2月26日、ISBN 978-4-344-83651-8）
- 『金言ねこあつめ その参』（つきみゆい/著、Hit-Point/監修、幻冬舎コミックス、2017年3月1日、ISBN 978-4-344-83926-7）

### 小説
- 『おはなし・ねこあつめ』（汐月遥/著、Hit-Point/監修、集英社みらい文庫、2015年12月4日、ISBN 978-4-08-321299-4）

### その他書籍
- 『ねこあつめ ねこだらけ図鑑』（Hit-Point/監修、宝島社、2015年6月12日、ISBN 978-4-8002-4084-2）
- 『Nekoatsume Official book ねこあつめ日和』（KADOKAWA、2015年6月29日、ISBN 978-4-04-730523-6）
- 『Nekoatsume Official book ねこあつめ ねこづくし百景』（KADOKAWA、2015年8月31日、ISBN 978-4-04-730542-7）
- 『ねこあつめ パスケース付きポーチBOOK』（宝島社、2015年9月18日、ISBN 978-4-8002-4533-5）
- 『ねこあつめキャラレシピ』（momo/レシピ、Hit-Point/監修、辰巳出版、2015年11月9日、ISBN 978-4-7778-1608-8）
- 『毎日ねこあつめ』（Hit-Point/監修、KADOKAWA、2015年12月18日、ISBN 978-4-04-865363-3）
- 『ねこあつめ オフィシャルキャラクターBOOK まんぞくさんバージョン』（宝島社、2016年1月12日、ISBN 978-4-8002-4751-3）
- 『ねこあつめ オフィシャルキャラクターBOOK おっどさんバージョン』（宝島社、2016年1月12日、ISBN 978-4-8002-4753-7）
- 『ねこあつめ くりーむさんバッグ＆ポーチセット』（宝島社、2016年4月8日、ISBN 978-4-8002-5180-0）
- 『ねこあつめ心理テスト』（富田隆/著、Hit-Point/監修、主婦の友社、2016年6月1日、ISBN 978-4-07-414055-8）
- 『アップデート版 ねこあつめ ねこだらけ図鑑』（Hit-Point/監修、宝島社、2016年6月25日、ISBN 978-4-8002-5055-1）
- 『ねこあつめのフェルトマスコット かわいいねこあつめがフェルトマスコットで登場!!』（寺西恵里子/著、ブティック社、2019年1月29日、ISBN 978-4-8347-4757-7）
- 『ねこあつめであみぐるみ』（寺西恵里子/著、日東書院本社、2019年4月19日、ISBN 978-4-528-02235-5）

### 音楽CD
- オフィシャルCD『ねこあつめらぶ』（EXIT TUNES、2015年8月19日）[36]
  - 「ver.しろ」 QWCE-00497[37]
  - 「ver.くろ」 QWCE-00498[38]
  - 「ver.ちゃ」 QWCE-00499[39]

### 猫用グッズ
2016年2月、ペティオから、ゲーム内のグッズを実際に猫が遊べるように商品化したグッズが発売された。

## 映画
- 実写映画『ねこあつめの家』

2017年4月8日に公開。主演は伊藤淳史、監督は蔵方政俊。
主人公は作家であり、他の出演者には担当編集者として忽那汐里、不動産屋スタッフとして大久保佳代子、ペットショップ店主として木村多江などがいる。

## 派生アプリ
仮面ライダーあつめ
2016年3月配信開始（同年1月よりNTTドコモ「スゴ得コンテンツ」にて先行配信）。コトブキソリューション（ケムコ）とHit-Pointの共同開発で本作をベースにし、仮面ライダーのキャラクターをあつめるというもの。
スプーンペットあつめ
本作のシステムを流用。セガトイズのキャラクター「スプーンペット」を集める。